# Olaf Rye
Olaf Rye (Bø, 16 novembre 1791 – Fredericia, 6 luglio 1849) è stato un militare norvegese-danese, noto per aver preso parte alla prima guerra dello Schleswig.
Ha servito come maggior generale e ha giocato un ruolo decisivo nel rompere l'assedio dello Schleswig-Holstein durante la battaglia di Fredericia del 1849, in cui morì. Per il suo valore è considerato un eroe di guerra danese ed è sepolto al cimitero militare di Garnisons a Copenaghen.
Suo fratello Johan Henrik Rye fu un funzionario e politico in Norvegia.
Olaf Rye è considerato anche il primo saltatore della storia del salto con gli sci: nel 1809, infatti, saltò la distanza di 9,5 metri di fronte a un pubblico di altri soldati a fianco della chiesa di Eidsberg, in Norvegia. Tale impresa è registrata come il primo record ufficiale di salto con gli sci della storia.

## Biografia

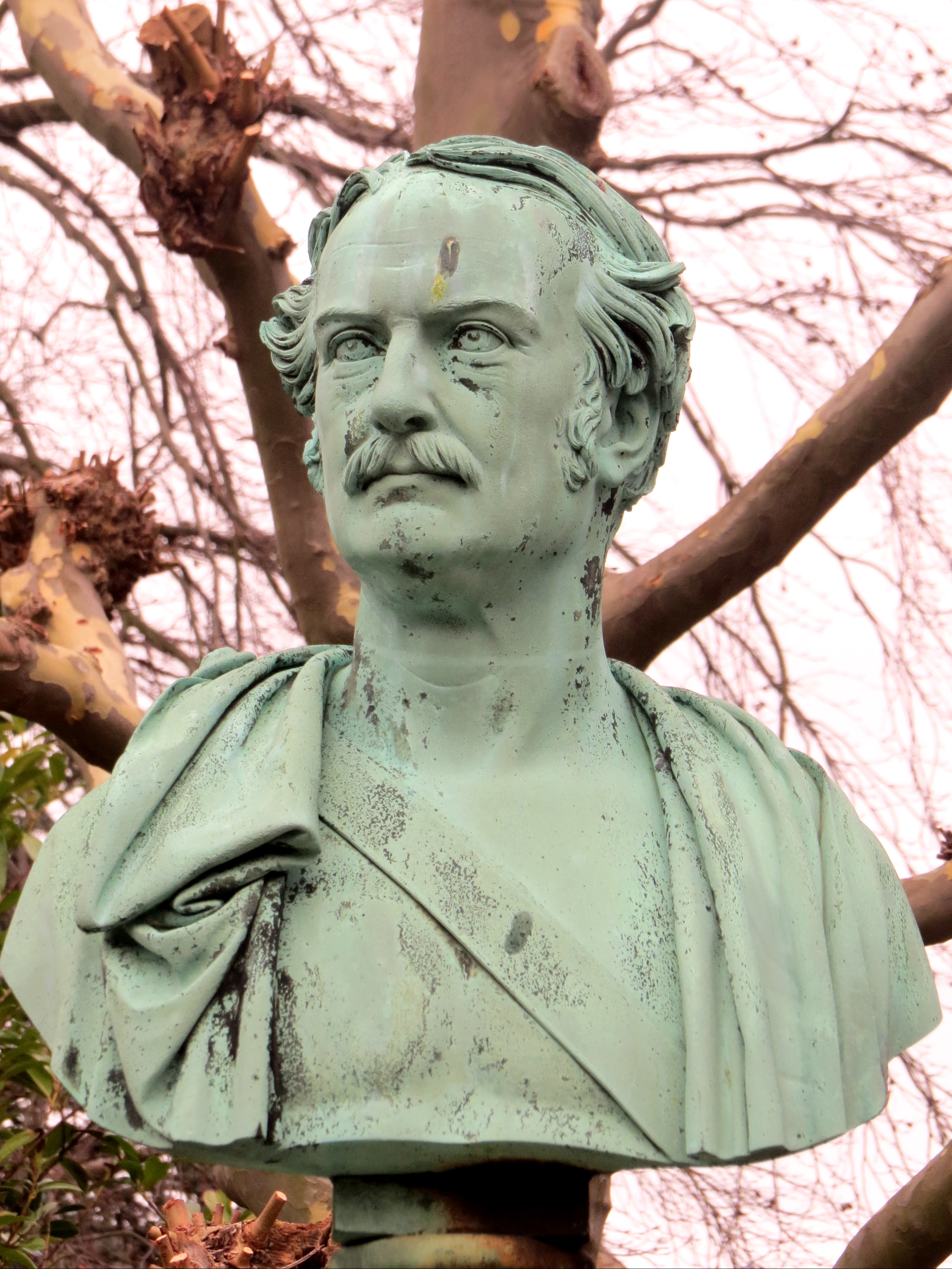
Monumento a Olaf Rye, bronzo di Herman Wilhelm Bissen

Figlio di Mathias ed Elisabeth Johanne Lind, dopo l'addestramento militare ricevuto in Norvegia, partecipò alla guerra contro gli inglesi. Dopo la cessione della Norvegia nel 1814, Rye viaggiò con Friderich Adolph Schleppegrell e Hans Helgesen in Danimarca, dove furono invitati a trovare impiego nell'esercito prussiano: essi proseguirono fino a Liegi, dove arrivarono il 30 aprile 1815 e furono arruolati nell'esercito prussiano. Dopo alcuni mesi di partecipazione all'occupazione della Francia, i tre compagni passarono ai corpi ausiliari danesi (Auxiliærkorps), che parteciparono anch'essi all'occupazione francese. Dopo alcune vicissitudine, l'esperienza francese di Rye si concluse nella fortezza di confine di Rendsburg, dove trascorse diversi anni fino a quando nel 1842 divenne tenente colonnello, trasferendosi a Copenaghen.
Durante il soggiorno a Rendsburg, si sposò due volte ma entrambe le mogli morirono durante il parto: nel 1823 si sposò con Caroline Krabbe (figlia del capitano Niels Frederik Krabbe e Vilhelmine Frederica Wesenberg) e nel 1832 con la cognata Jacobine Dorothea Amalia Krabbe. Anche le figlie morirono di malattia. A Copenaghen si sposò per la terza volta nel 1840 con Elisa Henriette (Henrikke) Schultz, figlia del mercante e capitano Peter Heinrich Schultz, ed ebbe un figlio, che questa volta gli sopravvisse.
La rivolta nei ducati del 1848 lo mise in una situazione difficile, poiché suo fratello e alcuni amici erano tra i ribelli. Ad ogni modo, egli non esitò a condurre abilmente il proprio battaglione nella battaglia di Bov, durante la prima guerra dello Schleswig. Divenne colonnello e, alla ripresa delle ostilità nel 1849, divenne un importante generale, a cui fu dato il compito di ritirare l'esercito danese attraverso lo Jutland, compito eseguito con grande abilità. Egli riuscì a fronteggiare i tedeschi nello Jutland settentrionale, così da isolare l'esercito dello Schleswig-Holstein al di fuori della Fredericia. Rye condusse la fanteria a Helgenæs, da cui partì e navigò fino a Fionia e da lì a Fredericia.
Rye prese parte al successivo scontro di Fredericia con la 5ª brigata, dove durante la dura battaglia di Treldeskansen fu ucciso dopo che il suo cavallo era stato colpito; non poté così vedere la sconfitta degli Schleswig-Holstein.
Il corpo di Rye fu tumolato nel cimitero di Garnisons a Copenaghen il 15 settembre 1849, dove nel 1852 gli fu dedicato una scultura di bronzo di Herman Wilhelm Bissen. In Danimarca e Norvegia esistono diverse strade e piazze dedicate a Olaf Rye.